# 丹讷韦克
丹讷韦克（德語：Dannewerk）是德国石勒苏益格－荷尔斯泰因州的一个市镇。总面积16.65平方公里，总人口1140人，其中男性555人，女性585人（2011年12月31日），人口密度68人/平方公里。